# Кактуси та інші сукулентні рослини
«Ка́ктуси та і́нші сукуле́нтні росли́ни» — україномовний довідник із сукулентних рослин.

## Зміст
У книзі описано й проілюстровано колекцію сукулентних рослин з фондів Ботанічного саду імені академіка О. В. Фоміна Київського національного університету імені Т. Г. Шевченка.
З огляду на те, що в природних умовах внаслідок хижацького знищення чимало видів сукулентних рослин поступово зникають, колекціювання їх має певне природоохоронне значення.
Колекція сукулентних рослин Ботанічного саду є досить численною й різноманітною та належить до найбільших в Україні. Нині вона налічує 2 525 видів, різновидів, форм та сортів, які представляють 32 родини сукулентних рослин. Особливо повно в колекції представлена родина кактусових, обсяг якої сягає понад 1 500 таксонів, тобто майже половина від усіх відомих кактусів на Землі.
У книзі подано короткі ботанічні характеристики 21 родини, описано майже 150 видів. Більшість родів проілюстровано фотографіями рослин з колекції. Всього представлено 290 фотографій з фототеки оранжереї. Серед них багато видів у вітчизняній літературі показано вперше. Книга містить латинські назви родів, видів, форм і сортів та їх український переклад.
Книга розрахована насамперед на студентів біологічних спеціальностей, вчителів біології та школярів з наочним прикладом морфологічних видозмін листків та стебел, конвергенції ознак, пристосування рослин до виживання в посушливих умовах тощо. Також зацікавить аматорів, які захоплюються колекціюванням сукулентів.

## Автори
Автори видання Широбокова Д. Н., Нікітіна В. В., Гайдаржи М. М., Баглай К. М. чимало років працюють у Ботанічному саду імені академіка О. В. Фоміна Київського національного університету імені Т. Г. Шевченка. Книга вийшла за редакцією директора Ботанічного саду В. В. Капустяна.